# Ġorġ Preca
Ġorġ Preca (La Valletta, Malta, 12 de febrer de 1880 - Santa Venera, Malta, 26 de juliol de 1962) fou un prevere maltès, fundador de la Societat de la Doctrina Cristiana. És venerat com a sant per l'Església Catòlica: és el primer sant canonitzat nascut a Malta, on és conegut com a Dun Ġorġ.

## Biografia
Nasqué a la Valletta, fill de l'inspector de sanitat Vincenzo Preca i de Natalina Ceravolo, una professora. El 1888, la família marxa a viure a Ħamrun, on Ġorġ farà la comunió, estudiarà i, en voler ésser sacerdot, ingressarà al seminari. Fou ordenat el 22 de desembre de 1906.
Ja tenia una vocació d'evangelitzador i, de diaca es reunia amb joves per a parlar-los de l'Evangeli: volia promoure el coneixement de la fe i la seva transmissió. Així, explicà la Passió de Crist a un jove obrer de les drassanes, Eugeni Borg. Dedicat des de 1907 a la instrucció cristiana dels joves, fou tingut per un gran evangelitzador popular. Va reunir un grup de joves obrers amb els que va fundar a Hamrun una societat laica, la Societat de la Doctrina Cristiana, en la que cada membre era un evangelitzador laic que ensenyava a d'altres. Preca fou un precursor de l'apostolat dels laics, s'avançà en aquest aspecte al Concili Vaticà II.
El 7 de març de 1908, Preca i el grup de laics van decidir de donar-se el nom de MUSEUM, acrònim de «Magister utinam sequatur Evangelium universus mundus!» (Mestre, pugui el món sencer seguir l'Evangeli!). El 1910 es crearen les seccions femenines de la Societat, amb l'ajut de Giannina Cutajar. A poc a poc, es van anar precisant les normes i directrius de vida dels membres: eren laics, celibataris i dedicats a l'apostolat i la difusió dels evangelis. Havien d'ésser modestos en el comportament i el vestit, viure en l'austeritat i la pregària.

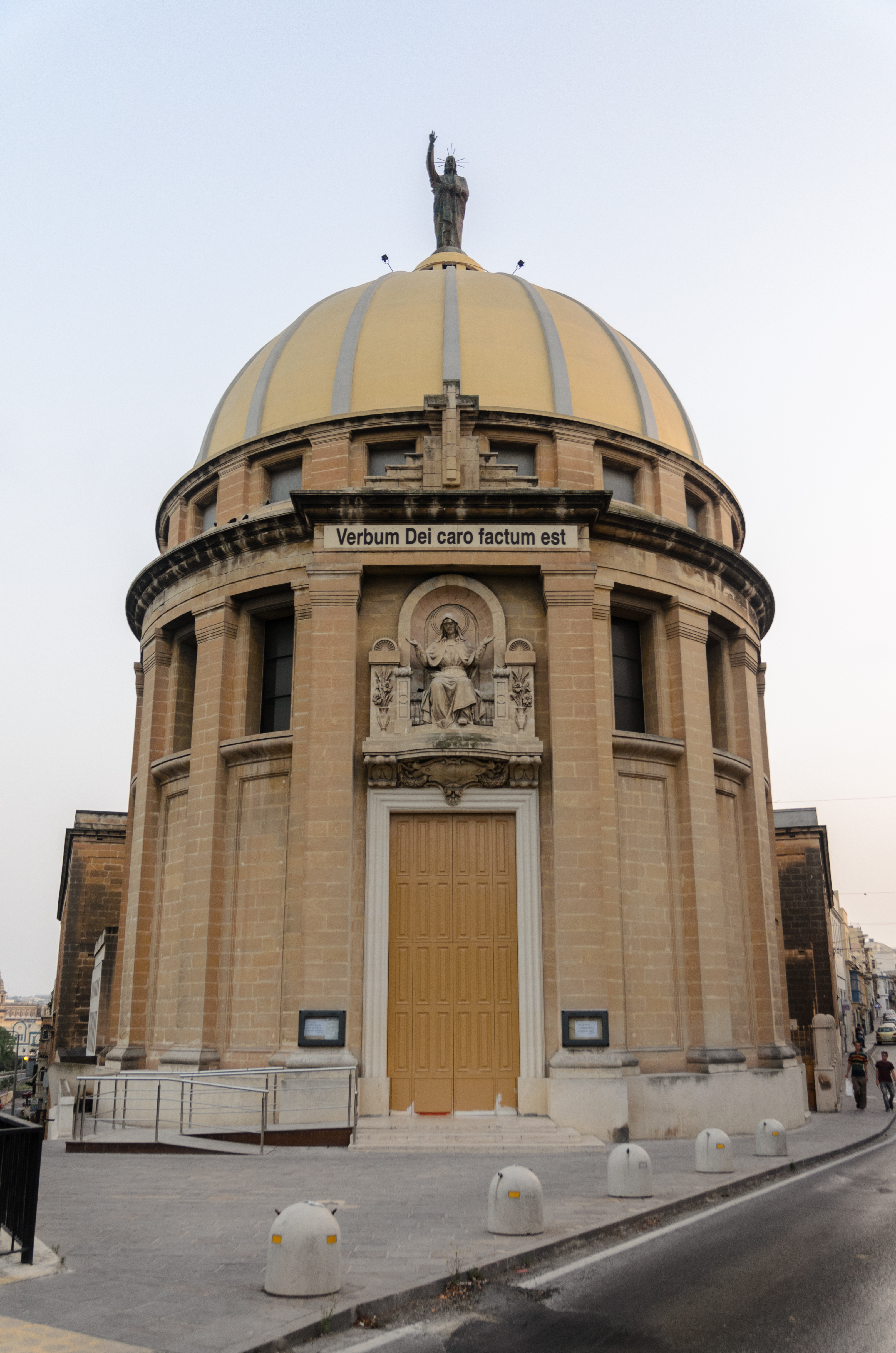
Església de la Medalla Miraculosa, lloc d'enterrament del sant.

S'obriren diversos centres en nombroses parròquies de Malta. La iniciativa d'instruir els obrers directament en la doctrina va donar, però, problemes, ja que era insòlita en el seu moment. El 1909, Dun Ġorġ rebé l'ordre del bisbe Salvatore Grech de tancar tots els centres. Entre 1914 i 1915, hi hagué una campanya de premsa en contra de la Societat i el mateix Preca fou acusat de bogeria. Hagué de suportar calúmnies i atacs, fins que el 1916, el bisbe de Malta va endegar una investigació sobre la Preca i el grup i arribà a conclusions favorables. La societat va tenir un reconeixement canònic efectiu el 12 d'abril de 1932.
El 21 de juliol de 1918, Preca va entrar en el Tercer Orde del Carmel, fent-hi professió el 26 de setembre de 1919, prenent el nom de fra Franco, al convent de Santa Venera. El 1952 fou nomenat cambrer segret del papa Pius XII. Morí s Santa Venera el 26 de juliol de 1962; fou enterrat en la cripta de la casa mare de la societat a Blata i-Bajda.
Havia escrit unes 140 obres per a l'apostolat, en llatí i en maltès, entre elles: 
- La intenció correcta
- El santuari de l'esperit de Crist
- L-Arlogg Museumin (El rellotge)
- Gimnàs de la vida espiritual

Fou beatificat el 9 de maig de 2001 per Joan Pau II; el 3 de juny de 2007 fou canonitzat per Benet XVI, esdevenint el primer maltès que ha estat canonitzat en temps moderns.